# Borzicactus plagiostoma
Borzicactus plagiostoma ist eine Pflanzenart in der Gattung Borzicactus aus der Familie der Kakteengewächse (Cactaceae). Das Artepitheton plagiostoma leitet sich von den griechischen Worten plagios für ‚schief‘ sowie stoma für ‚Mund‘ ab und verweist auf die Blüten der Art.

## Beschreibung
Borzicactus plagiostoma wächst strauchig mit an der Basis verzweigten, aufrechten bis aufsteigenden Trieben und erreicht bei Durchmessern von 5 bis 7 Zentimetern Wuchshöhen von bis 1,5 Metern. Es sind 10 bis 15 niedrige, wellige Rippen vorhanden. Die darauf befindlichen Areolen stehen eng beieinander. Die geraden Dornen sind fast schwarz. Die 1 bis 5 pfriemlichen Mitteldornen sind 1 bis 3 Zentimeter lang. Die 12 bis 16 Randdornen sind nadelig und 4 bis 7 Millimeter lang.
Die etwas zygomorphen, intensiv purpurfarbenen Blüten sind bis 8 Zentimeter lang.

## Verbreitung, Systematik und Gefährdung
Borzicactus plagiostoma ist in der peruanischen Region Cajamarca in Höhenlagen von 2000 bis 2200 Metern verbreitet.
Die Erstbeschreibung als Cereus plagiostoma erfolgte 1913 durch Friedrich Karl Johann Vaupel. Nathaniel Lord Britton und Joseph Nelson Rose stellten die Art 1920 in die Gattung Borzicactus. Weitere nomenklatorische Synonyme sind  Binghamia plagiostoma (Vaupel) Backeb. (1933), Cleistocactus plagiostoma (Vaupel) D.R.Hunt (1997) und Echinopsis plagiostoma (Vaupel) Molinari & Mayta (2015).
In der Roten Liste gefährdeter Arten der IUCN wird die Art als „Data Deficient (DD)“, d. h. mit keinen ausreichenden Daten geführt.

## Nachweise